# Parque dos Ipês
O Parque dos Ipês é um parque localizado em Dourados, Mato Grosso do Sul, Brasil.
Inaugurado no fim de 1995, dispõe de uma quadra poliesportiva, uma quadra para o jogos de peteca, uma biblioteca, uma pista de caminhada de 380m de extensão, vôlei de areia, basquete e futsal. O parque ainda abriga uma oficina cultural, o Teatro Municipal e a sede da Academia Douradense de Letra e Cultura. É um dos principais pontos de lazer da cidade de Dourados, onde centenas de pessoas buscam o local diariamente. Ali não possui estrutura de som, iluminação e palco para receber eventos. Mas já abrigou manifestações culturais de muita importância na cidade como o "mercado étnico" e feira itinerante.